# ジャン・ウェイリー
ジャン・ウェイリー（張 偉麗、ちょう いれい、簡体字:张伟丽、ラテン文字転写:Zhang Weili、1989年8月13日 - ）は、中国の女性総合格闘家。河北省出身。現UFC世界女子ストロー級王者。UFC女子パウンド・フォー・パウンド・ランキング2位。中国人及びアジア人史上初のUFC世界王者。

## 来歴
幼い頃にカンフー映画を見て中国武術の少林拳を始め、12歳の時に武術専門学校で散打とシュアイジャオを始めた。
フィットネスインストラクターとして働いていたジムでブラジリアン柔術のクラスを見て、ブラジリアン柔術を始めた。その後、ジムで知り合った格闘家の紹介で総合格闘技を始め、2013年にUFC 157のロンダ・ラウジー対リズ・カムーシュのUFC世界女子バンタム級タイトルマッチを観て衝撃を受け、仕事を辞めて総合格闘技に専念した。

### 総合格闘技
2013年、プロ総合格闘技デビュー。

### RIZIN
2018年2月、16勝1敗でRIZINと契約。村田夏南子との対戦が発表された。
2018年5月6日に開催されるRIZIN.10で村田夏南子と対戦することが発表されていたが、練習中の怪我で「左肩靭帯損傷」全治1か月という診断を受け、試合の数日前にドクターストップにより欠場となった。

### UFC
2018年8月4日、UFCデビュー戦となったUFC 227でダニエル・テイラーと対戦し、3-0の判定勝ち。
2019年3月2日、UFC 235で女子ストロー級ランキング7位のティーシャ・トーレスと対戦し、3-0の判定勝ち。

#### UFC世界王座獲得
2019年8月31日、UFC Fight Night: Andrade vs. ZhangのUFC世界女子ストロー級タイトルマッチで王者のジェシカ・アンドラージに挑戦。前進したアンドラージにカウンターの右ストレートをヒットさせると、ぐらついたアンドラージに膝蹴りとパンチ連打で追撃して開始42秒のTKO勝ち。中国人史上初となるUFC王座獲得に成功し、パフォーマンス・オブ・ザ・ナイトを受賞した。
2020年3月7日、UFC 248のUFC世界女子ストロー級タイトルマッチでストロー級ランキング4位の元UFC世界ストロー級王者ヨアナ・イェンジェイチックと対戦し、一進一退の激しい打撃戦を繰り広げ、僅差で2-1（47-48、48-47、48-47）の5R判定勝ち。王座の初防衛に成功し、ファイト・オブ・ザ・ナイトを受賞した。また、この試合は同年のUFC ファイト・オブ・ザ・イヤーを受賞した。
2021年4月24日、UFC 261のUFC世界女子ストロー級タイトルマッチでストロー級ランキング1位の挑戦者ローズ・ナマユナスと対戦し、左ハイキックでダウンを奪われパウンドで1RKO負け。王座から陥落し、プロデビュー戦以来となる約7年半ぶりの敗戦を喫した。
2021年11月6日、UFC 268のUFC世界女子ストロー級タイトルマッチで王者ローズ・ナマユナスにダイレクトリマッチで挑戦し、1-2の5R判定負け。王座奪還に失敗した。
2022年6月12日、UFC 275でヨアナ・イェンジェイチックと約2年3か月ぶりに再戦し、右バックハンドブローで2RKO勝ち。パフォーマンス・オブ・ザ・ナイトを受賞した。

#### UFC世界王座再獲得
2022年11月12日、UFC 281のUFC世界女子ストロー級タイトルマッチで王者カーラ・エスパルザに挑戦し、リアネイキドチョークで2R一本勝ち。王座再獲得に成功し、パフォーマンス・オブ・ザ・ナイトを受賞した。
2023年8月19日、UFC 292のUFC世界女子ストロー級タイトルマッチで女子ストロー級ランキング5位のアマンダ・レモスと対戦し、3-0の5R判定勝ち。王座の初防衛に成功し、パフォーマンス・オブ・ザ・ナイトを受賞した。
2024年4月13日、UFC 300のUFC世界ストロー級タイトルマッチでストロー級ランキング1位の挑戦者ヤン・シャオナンと対戦。パンチで2度ダウンを奪われるも、グラウンドで終始圧倒し3-0の5R判定勝ち。2度目の王座防衛に成功した。この試合はUFCのタイトルマッチ史上初となる中国人同士の対戦であった。
2025年2月8日、UFC 312のUFC世界ストロー級タイトルマッチでストロー級ランキング1位の挑戦者タチアナ・スアレスと対戦し、3-0の5R判定勝ち。3度目の王座防衛に成功した。

## 戦績
| 総合格闘技 戦績 | 総合格闘技 戦績 | 総合格闘技 戦績 | 総合格闘技 戦績 | 総合格闘技 戦績 | 総合格闘技 戦績 | 総合格闘技 戦績 |
| --------------- | --------------- | --------------- | --------------- | --------------- | --------------- | --------------- |
| 29 試合         | (T)KO           | 一本            | 判定            | その他          | 引き分け        | 無効試合        |
| 26 勝           | 11              | 8               | 7               | 0               | 0               | 0               |
| 3 敗            | 1               | 0               | 2               | 0               | 0               | 0               |

| 勝敗 | 対戦相手                     | 試合結果                            | 大会名                                                                       | 開催年月日     |
| ○    | タチアナ・スアレス           | 5分5R終了 判定3-0                   | UFC 312: du Plessis vs. Strickland 2 【UFC世界女子ストロー級タイトルマッチ】 | 2025年2月8日   |
| ○    | ヤン・シャオナン             | 5分5R終了 判定3-0                   | UFC 300: Pereira vs. Hill 【UFC世界女子ストロー級タイトルマッチ】            | 2024年4月13日  |
| ○    | アマンダ・レモス             | 5分5R終了 判定3-0                   | UFC 292: Sterling vs. O'Malley 【UFC世界女子ストロー級タイトルマッチ】       | 2023年8月19日  |
| ○    | カーラ・エスパルザ           | 2R 1:05 リアネイキドチョーク        | UFC 281: Adesanya vs. Pereira 【UFC世界女子ストロー級タイトルマッチ】        | 2022年11月12日 |
| ○    | ヨアナ・イェンジェイチック   | 2R 2:28 KO（右バックハンドブロー）  | UFC 275: Teixeira vs. Procházka                                              | 2022年6月12日  |
| ×    | ローズ・ナマユナス           | 5分5R終了 判定1-2                   | UFC 268: Usman vs. Covington 2 【UFC世界女子ストロー級タイトルマッチ】       | 2021年11月6日  |
| ×    | ローズ・ナマユナス           | 1R 1:18 KO（左ハイキック→パウンド） | UFC 261: Usman vs. Masvidal 2 【UFC世界女子ストロー級タイトルマッチ】        | 2021年4月24日  |
| ○    | ヨアナ・イェンジェイチック   | 5分5R終了 判定2-1                   | UFC 248: Adesanya vs. Romero 【UFC世界女子ストロー級タイトルマッチ】         | 2020年3月7日   |
| ○    | ジェシカ・アンドラージ       | 1R 0:42 TKO（パウンド）             | UFC Fight Night: Andrade vs. Zhang 【UFC世界女子ストロー級タイトルマッチ】   | 2019年8月31日  |
| ○    | ティーシャ・トーレス         | 5分3R終了 判定3-0                   | UFC 235: Jones vs. Smith                                                     | 2019年3月2日   |
| ○    | ジェシカ・アギラー           | 1R 3:41 腕ひしぎ十字固め            | UFC Fight Night: Blaydes vs. Ngannou 2                                       | 2018年11月24日 |
| ○    | ダニエル・テイラー           | 5分3R終了 判定3-0                   | UFC 227: Dillashaw vs. Garbrandt 2                                           | 2018年8月4日   |
| ○    | ビアンカ・サテマイヤー       | 1R 3:29 腕ひしぎ十字固め            | Kunlun Fight MMA 15                                                          | 2017年10月3日  |
| ○    | マリリア・サントス           | 2R 3:20 TKO（グラウンドでの肘打ち） | Kunlun Fight MMA 14                                                          | 2017年8月28日  |
| ○    | ソ・イェダム                 | 2R 1:35 TKO                         | Top FC 15                                                                    | 2017年7月22日  |
| ○    | アリニー・サテマイヤー       | 5分3R終了 判定3-0                   | Kunlun Fight MMA 12                                                          | 2017年6月1日   |
| ○    | シモーネ・ドゥアルテ         | 1R 2:29 TKO                         | Kunlun Fight MMA 11                                                          | 2017年5月4日   |
| ○    | ナヤラ・ヘミリー             | 1R 0:41 ギロチンチョーク            | Kunlun Fight MMA 9                                                           | 2017年2月25日  |
| ○    | ベロニカ・グレノー           | 1R 1:50 TKO（ボディーへの右膝蹴り） | Kunlun Fight MMA 8                                                           | 2017年1月2日   |
| ○    | カーラ・ベニテス             | 1R 2:15 KO（右フック）              | Kunlun Fight MMA 7                                                           | 2016年12月15日 |
| ○    | マリア・マザール             | 1R 4:11 リアネイキドチョーク        | Kunlun Fight 53                                                              | 2016年9月24日  |
| ○    | 藤野恵実                     | 2R 2:51 TKO（レフェリーストップ）   | Kunlun Fight 49                                                              | 2016年8月7日   |
| ○    | リリヤ・カザック             | 2R 4:13 KO（右ハイキック）          | Kunlun Fight 47                                                              | 2016年7月10日  |
| ○    | アリス・アルデレアーン       | 2R 4:41 リアネイキドチョーク        | Kunlun Fight MMA 5 / Top FC 11                                               | 2016年5月22日  |
| ○    | スヴェトラーナ・ゴシック     | 2R 2:29 TKO（パウンド）             | Kunlun Fight 38 / Super Muaythai 2016                                        | 2016年2月21日  |
| ○    | サマンサ・ジャン・フランソア | 1R 3:37 TKO（パウンド）             | Kunlun Fight 35                                                              | 2015年12月19日 |
| ○    | ホアン・メイ                 | 1R 0:40 リアネイキドチョーク        | Chinese Kung Fu Championships                                                | 2014年10月27日 |
| ○    | ウー・シャクシア             | 1R 1:56 腕ひしぎ十字固め            | Chinese Kung Fu Championships                                                | 2014年4月17日  |
| ×    | ボー・メン                   | 5分2R終了 判定0-3                   | China MMA League                                                             | 2013年11月9日  |

## 獲得タイトル
- Kunlun Fightストロー級王座（2017年）
- 第5代UFC世界女子ストロー級王座 (2019年)
- 第8代UFC世界女子ストロー級王座 (2022年)

## 表彰
- UFC
  - UFC ファイト・オブ・ザ・ナイト（1回）
  - UFC パフォーマンス・オブ・ザ・ナイト（4回）
  - UFC ファイト・オブ・ザ・イヤー（2020年/ヨアナ・イェンジェイチック戦）
- ESPN
  - フィーメイル・ファイター・オブ・ザ・イヤー（2022年）
- World MMA Awards
  - ファイト・オブ・ザ・イヤー（2020年/ヨアナ・イェンジェイチック戦）
- MMA Fighting
  - ファイト・オブ・ザ・イヤー（2020年/ヨアナ・イェンジェイチック戦）
- MMAJunkie
  - ファイト・オブ・ザ・イヤー（2020年/ヨアナ・イェンジェイチック戦）
  - フィーメイル・ファイター・オブ・ザ・イヤー（2022年）
- Bleacher Report
  - ファイト・オブ・ザ・イヤー（2020年/ヨアナ・イェンジェイチック戦）
- Sherdog
  - ファイト・オブ・ザ・イヤー（2020年/ヨアナ・イェンジェイチック戦）
- BT Sport
  - ファイト・オブ・ザ・イヤー（2020年/ヨアナ・イェンジェイチック戦）
  - フィーメイル・ファイター・オブ・ザ・イヤー（2022年）